# Estadio Humberto Micheletti
El estadio Roberto Micheletti Baín es un estadio multipropósito ubicado en El Progreso, Honduras. El estadio comúnmente es utilizado para el fútbol y ha sido sede de clubes como: Club Deportivo Lenca, Deportes Progreseño y más reciente del Club Deportivo Honduras Progreso. El estadio cuenta con una capacidad para 6.000 espectadores.
- Datos: Q3495626